# Yezoceryx apicicarinus
Yezoceryx apicicarinus är en stekelart som beskrevs av Wang 1993. Yezoceryx apicicarinus ingår i släktet Yezoceryx och familjen brokparasitsteklar. Inga underarter finns listade i Catalogue of Life.